# 36 Atalante
36 Atalante (in italiano 36 Atalanta) è un grande e scuro asteroide della fascia principale.
Atalante fu scoperto da Hermann Mayer Salomon Goldschmidt il 5 ottobre 1855 all'Osservatorio di Parigi (Francia). Urbain Le Verrier, direttore dell'osservatorio, lo battezzò così in onore dell'eroina mitologica greca Atalanta.